# Myrmecaelurus
Myrmecaelurus (лат.) — род сетчатокрылых насекомых из семейства муравьиных львов (Myrmeleontidae). В состав рода по различным классификациям относят до 80 видов, из них как минимум 10 палеарктических видов, из которых 1-2 представлены в фауне России. 

## Описание
Крылья длинные, с густой сетью жилок, полностью прозрачные или с рисунком, в покое складываются крышеобразно, полностью или частично прикрывая длинное и тонкое брюшко. Голова сравнительно маленькая, поставлена вертикально, по её бокам находятся круглые глаза. Усики к концу булавообразно утолщённые. Брюшко длинное и узкое. Жёлтого или светло-бурого цвета муравьиные львы с прозрачными крыльями, обычно лишёнными какого-либо рисунка. На задних крыльях в апикальном поле отсутствуют лестничные поперечные жилки. У самцов короткое брюшко с двумя парами феромонных кисточек, расположенных на последних сегментах. Перед спариванием брюшко самцов может сильно вытягиваться за счёт растяжения межсегментных мембран. Эктопрокты самцов чешуевидные.

## Биология
Время суточной активности имаго муравьиных львов разнообразно, многие виды активны как в ночное, так и в дневное время суток. Являются активными хищниками, охотящимися на других летающих насекомых. Огромную роль в коммуникации самцов и самок взрослых муравьиных львов имеют феромоны. Так, феромоны самцов отдельных видов обладают запахами кондитерских изделий: у Myrmecaelurus trigrammus — запах песочного ванильного печенья, Myrmecaelurus atrox — запах абрикосовых косточек, Myrmecaelurus paghmanus — приторный аромат миндальных пирожных. Самцы видов данного рода обладают особыми волосяными кисточками на феромонных железах, служащими для более интенсивного испарения их секретов.

## Виды
- Myrmecaelurus acerbus
- Myrmecaelurus adustus
- Myrmecaelurus aequalis
- Myrmecaelurus afghanus
- Myrmecaelurus agrammus
- Myrmecaelurus andreinii
- Myrmecaelurus armenicus
- Myrmecaelurus atomarius
- Myrmecaelurus atrifrons
- Myrmecaelurus badkhysi
- Myrmecaelurus caudatus
- Myrmecaelurus cortieri
- Myrmecaelurus crucifer
- Myrmecaelurus curdicus
- Myrmecaelurus dioristus
- Myrmecaelurus fallax
- Myrmecaelurus fidelis
- Myrmecaelurus gestroanus
- Myrmecaelurus ghigii
- Myrmecaelurus ghoshi
- Myrmecaelurus gialensis
- Myrmecaelurus glaseri
- Myrmecaelurus grammaticus
- Myrmecaelurus grandaevus
- Myrmecaelurus implexus
- Myrmecaelurus indistinctus
- Myrmecaelurus ingradatus
- Myrmecaelurus krugeri
- Myrmecaelurus lachlani
- Myrmecaelurus laetabilis
- Myrmecaelurus laetior
- Myrmecaelurus laetus
- Myrmecaelurus lepidus
- Myrmecaelurus limbatus
- Myrmecaelurus lobatus
- Myrmecaelurus longiprocessus
- Myrmecaelurus luridus
- Myrmecaelurus major
- Myrmecaelurus medius
- Myrmecaelurus nematophorus
- Myrmecaelurus neuralis
- Myrmecaelurus nigrigradatus
- Myrmecaelurus noeli
- Myrmecaelurus oblitus
- Myrmecaelurus obscurus
- Myrmecaelurus paghmanus
- Myrmecaelurus pallidus
- Myrmecaelurus parvulus
- Myrmecaelurus persicus
- Myrmecaelurus peterseni
- Myrmecaelurus philbyi
- Myrmecaelurus pittawayi
- Myrmecaelurus polyneurus
- Myrmecaelurus radiatus
- Myrmecaelurus reinhardi
- Myrmecaelurus saevus
- Myrmecaelurus saudiarabicus
- Myrmecaelurus sectorius
- Myrmecaelurus segonzaci
- Myrmecaelurus simplicis
- Myrmecaelurus solaris
- Myrmecaelurus spectabilis
- Myrmecaelurus subcostalis
- Myrmecaelurus tabarinus
- Myrmecaelurus trigrammus
- Myrmecaelurus uralensis
- Myrmecaelurus vaillanti
- Myrmecaelurus varians
- Myrmecaelurus venalis
- Myrmecaelurus venustus
- Myrmecaelurus werneri
- Myrmecaelurus virgulatus
- Myrmecaelurus xanthoptera
- Myrmecaelurus zigan